# 查爾斯·休斯
查爾斯·佛德烈·休斯（1866年10月14日—1934年5月28日），美國海軍上將，美國艦隊總司令，及第四任美國海軍作戰部長。

## 早年生活
查爾斯·休斯於1866年10月14日生於緬因州巴斯鎮，1888年畢業於美國海軍官校。經過兩年見習官考核後，休斯於1890年7月1日授階為海軍少尉。1898年升中尉，於喬治·杜威（George Dewey）准將麾下的亞洲分隊服役，參與美西戰爭中馬尼拉灣與馬尼拉的戰鬥，並於1899年因功升上尉。1904年至1906年在海軍設備署服務期間升少校，1909年到1911年間則在海軍檢查署服務並從事調查工作。
休斯中校於1911年出任輕巡洋艦伯明罕號（USS Birmingham，CL-2）艦長，在墨西哥灣執勤，之後改任另一艘輕巡洋艦迪摩因號（USS Des Moines，C-15/CL-17）的艦長。1913年擔任美國大西洋艦隊參謀長，並參與了入侵韋拉克魯斯行動。1914年7月升上校，並調至海軍將官會議服務。1916年10月接掌戰艦紐約號（USS New York，BB-34）。

## 第一次世界大戰
美國加入第一次世界大戰後，美國海軍於1917年12月1日派出一個戰鬥艦分隊加入英國皇家海軍大艦隊，編為第6戰鬥艦分隊，由美國海軍少將休．羅德門指揮，旗艦即為紐約號。在第一次世界大戰中，休斯上校都在大艦隊的駐地，蘇格蘭奧克尼群島（Orkney Islands）的斯卡帕灣（Scapa Flow）錨地服役。不過就在休戰前，休斯於1918年10月晉升為少將，並調回美國，擔任費城海軍造船廠廠長。1920年到1921年，任大西洋艦隊第2戰鬥艦分隊長。1921年到1923年，任美國戰鬥艦隊（Battle Fleet）的戰鬥艦戰隊長，之後出任海軍戰爭學院校長，以及訓練艦隊司令。

## 美國艦隊總司令與海軍作戰部長
1925年10月，休斯少將任美國作戰艦隊總司令，同時晉升為上將。1926年9月升任美國艦隊總司令，1927年11月，休斯上將接替愛德華·艾伯爾上將擔任美國海軍作戰部長。在其任內，美國海軍完成了兩艘艦隊航艦，即萊克辛頓號（USS Lexington，CV-2）與薩拉托加號。但由於對美國國會批准倫敦海軍條約表達不滿，以及健康因素，於是於1930年9月11日辭去海軍作戰部長一職，回復少將階，並於10月14日退休。

## 退休與榮譽
休斯將軍退休後住在馬里蘭州查維蔡司（Chevy Chase），1934年5月28日過世。休斯將軍與其妻子卡洛琳·休斯（Caroline R. Hughes），岳父查爾斯·克拉克（Charles E. Clark）海軍少將，及姐夫山謬·羅賓森（Samuel S. Robison）海軍上將合葬於阿靈頓國家公墓。
班森級驅逐艦查爾斯·休斯號（USS Charles F. Hughes，DD-428）與人員運輸艦休斯海軍上將號（USS Admiral C. F. Hughes，AP-124）用以榮耀休斯將軍。
| 前任： 愛德華·艾伯爾 | 美國海軍作戰部長 1927年－1930年 | 繼任： 威廉·普瑞特 |

## 注解
1. ↑  休斯在1930年曾中風過，參見For the Treaty Navy （页面存档备份，存于）－Time magazine
2. ↑  後改名艾德溫·派屈克上將號（USS General Edwin D. Patrick，T-AP-124，參見Navsource （页面存档备份，存于））

## 外部連結
Charles Frederick Hughes Admiral, United States Navy （页面存档备份，存于）－Arlington National Cemetery